# 4 Devils
Four Devils és una pel·lícula de la Fox Film Corporation dirigida per F. W. Murnau i protagonitzada per Janet Gaynor i Charles Morton. Fou la primera pel·lícula sonora de Janet Gainor. Basada en el relat homònim de Herman Bang, es va estrenar el 15 de setembre de 1929,(REF3 ) La pel·lícula va ser nominada a l'Oscar a la millor fotografia. Es considera una pel·lícula perduda.

## Argument
Un vell pallasso rescata quatre nens (Charles, Adolf, Marion i Louise) de la brutal tutela del propietari d'un circ i els cria entrenant-los perquè siguin acròbates. Passen els anys i els nens formen un exitós número de trapezi conegut com els Quatre Diables. Charles i Marion estan compromesos, però mentre són al Cirque Olympia de París, Charles s'enamora d'una bella vampiressa. Marion s'assabenta de l'afer i es distreu i mentre actua sense xarxa per fer més emocionant el número, cau. Marion no mor i la tragèdia fa que Charles recuperi la sensatesa.

## Repartiment
- Charles Morton (Charles)
- Janet Gaynor (Marion)
- Anders Randolf (Cecchi)
- Barry Norton (Adolf)
- Mary Duncan (la senyora)
- Nancy Drexel (Louise)
- Claire McDowell (dona)
- George Davis (clown dolent)
- Philippe De Lacy (Adolf de nen)
- Jack Parker (Charles de jove)
- Anne Shirley (Marion de noia)
- Wesley Lake (clown vell)
- Anita Louise (Louise de petita)
- J. Farrell MacDonald (el Clown)
- Michael Visaroff (director del circ)
- Andrè Cheron (vell)

## Producció
William Fox va contractar el director alemany F. W. Murnau que emigrà als Estats Units. La seva primera pel·lícula per a la Fox fou “Sunrise: A Song of Two Humans” (1927) i seguidament rodà “Four Devils”. El rodatge es va veure obstaculitzat per les topades entre el director i els productors. El coautor del guió Mayer va abandonar el projecte, per la qual cosa el guió va ser completat per Marion Orth i Berthold Viertel a Alemanya i un cop acabat el rodatge, Murnau va decidir abandonar la Fox el febrer de 1929.(REF5) Inicialment fou estrenada (octubre de 1928) com a pel·lícula muda amb partitura musical sincronitzada i efectes de so aconseguint recaptar 100.000 dòlars a Nova York. A causa de la bogeria desfermada per l'aparició del cinema sonor, però, la Fox la va retirar de la distribució i va ordenar que se li afegís so. Se'n va fer una versió amb un 25% sonor, incorporant seqüències de diàleg que s'incorporaren sense la cooperació ni aprovació de Murnau. Aquest, malgrat que la reacció del públic fins al moment havia estat positiva, s'havia vist forçat a filmar un final feliç en què, a diferència de la primera versió, els dos acròbates sobrevivien a la caiguda i ell renunciava a la dona fatal.